# Jean-Christophe Hym
Pour les articles homonymes, voir Hym.
Jean-Christophe Hym est un monteur français..

## Biographie
Il fait des études de cinéma à la Femis, département montage, dont il sort diplômé en 2000.

## Filmographie (sélection)
- 2004 : Días de campo de Raoul Ruiz
- 2006 : Le Dernier des fous de Laurent Achard
- 2007 : L'Homme qui marche d'Aurélia Georges
- 2008 : Le Voyage du ballon rouge de Hou Hsiao-hsien
- 2010 : Le Temps des grâces de Dominique Marchais
- 2010 : Le Siffleur de Philippe Lefebvre
- 2011 : Dernière Séance de Laurent Achard
- 2011 : Belleville Tokyo d'Élise Girard
- 2013 : L'Inconnu du lac d'Alain Guiraudie
- 2013 : Les Coquillettes de Sophie Letourneur
- 2014 : Gaby Baby Doll de Sophie Letourneur
- 2014 : La Ligne de partage des eaux de Dominique Marchais
- 2016 : Rester vertical d'Alain Guiraudie
- 2016 : La Vanité de Lionel Baier
- 2016 : La Tour de contrôle infernale d'Éric Judor
- 2018 : Nul homme n'est une île de Dominique Marchais
- 2019 : Enorme de Sophie Letourneur

## Distinctions

### Nominations
- César 2014 : César du meilleur montage pour L'Inconnu du lac